# Ketchum, Oklahoma
Ketchum är en kommun (town) i Craig County i Oklahoma. Orten låg ursprungligen i Mayes County men förflyttades i samband med utbyggnaden av järnvägsnätet. Metodistpastorn James Ketchum var en av ortens grundare och ortnamnet hedrar honom. Vid 2010 års folkräkning hade Ketchum 442 invånare.